# Menorragia
Menorragia ou hipermenorreia (do latim meno-, menstruação e do grego -rragia sangramento) é um sangramento menstrual volumoso (mais de 80ml por ciclo) ou prolongado (mais de sete dias), geralmente ambos. Pode ser sintoma de um transtorno endócrino ou de uma neoplasia. Dentre as mulheres em idade reprodutiva 5% sofrem algum transtorno menstrual.

## Causas
As causas podem ser devido a um transtorno hormonal, tumores do revestimento do útero (endométrio) ou, raramente, a um transtorno da coagulação sanguínea. Dependendo da causa, pode ser associado com menstruações dolorosas (dismenorreia).
Um episódio isolado de intenso sangrado vaginal pode ser um aborto espontâneo.

## Diagnóstico
O diagnóstico é em grande parte alcançado pela obtenção de um histórico médico completo, seguido de um exame físico (que pode incluir papanicolaou, colposcopia e histeroscopia) e ultrassom (que pode ser pélvico ou transvaginal). Pode ser útil realizar um hemograma, coagulograma e exame do perfil endócrino.

## Tratamento
O tratamento geralmente é feito com anticoncepcionais por alguns meses, para regular os hormônios e inibir o crescimento de tumores (como leiomiomas). Sulfato ferroso pode ser indicado em caso de anemia causada pelas perdas de sangue. Em mulheres que querem ficar grávidas analgésicos durante a menstruação podem ser usados. Quando os medicamentos não são suficientes pode ser necessário cirurgia no útero para remover um ou mais tumores.